# Cornutia caerulea
Cornutia caerulea là một loài thực vật có hoa trong họ Hoa môi. Loài này được (Jacq.) Moldenke mô tả khoa học đầu tiên năm 1936.